# Verfassungsreferendum in Liberia 1847
Das Verfassungsreferendum in Liberia 1847 wurde am 27. September 1847 in Liberia durchgeführt, das sich wenige Monate zuvor, am 26. Juli 1847, für unabhängig erklärt hatte. Die liberianische Regierung kontrollierte zu diesem Zeitpunkt erst einen schmalen, von den zugewanderten Ameriko-Liberianern besiedelten Küstenstreifen des heutigen Liberias. Die zur Abstimmung stehende erste Verfassung Liberias sollte das Amt eines Präsidenten mit Exekutivgewalt und ein Zwei-Kammer-System mit Senat und Repräsentantenhaus schaffen.
Die Verfassung beschränkte das Wahlrecht auf Personen afrikanischer Herkunft und auf Personen mit Landbesitz. Nur 279 Wahlberechtigte nahmen an der Abstimmung teil und akzeptierten die Verfassung mit fast 80 % Zustimmung. Zustimmung und Ablehnung waren regional klar verteilt: In Monrovia, Millsburg, Bassa Cove und Bexley unterstützten 100 % der Abstimmenden die Verfassung, im Ort Sinoe stimmten 100 % dagegen. Ein gemischteres Ergebnis gab es in den übrigen drei Ortschaften, in denen die Abstimmung durchgeführt wurde.
Die so bestätigte Verfassung Liberias blieb bis 1984 in Kraft.

## Ergebnisse
|         | Stimmen | %     |
| ------- | ------- | ----- |
| Dafür   | 214     | 78,68 |
| Dagegen | 58      | 21,32 |
| Gesamt  | 272     | 100   |